# Castelo de Gouveia
Na Bula Officii Nostrii do papa Inocêncio II, surge a referência documental mais antiga a Gouveia, juntamente com o seu castelo, visto o Castrum Gaudella descrito é tido como a referência directa ao seu castelo.
Actualmente desaparecido, terá, de facto, existido uma fortaleza defensiva, pois existem registos documentais da Época Moderna que o provam, como é a carta que D. Pedro II enviou à câmara de Gouveia quando Catarina de Bragança enviuvou de Carlos II de Inglaterra, regressava a Portugal, com o seu trajeto a coincidir com a entrada em Portugal, pela província da Beira, passando por Gouveia. A carta instrui para que se limpasse e alumiasse o castelo de Gouveia para a sua estadia.
O mesmo terá sido destruído por volta do dia 21 de Março de 1811, aquando da retirada das tropas do general Masséna, no fim da 3.ª invasão francesa durante a Guerra Peninsular, quando estes passam por Gouveia, pois sabemos que destruíram a Igreja de S. Julião com a bandeira de Gouveia, que à data era a da família do antigo Marquês de Gouveia, próximo do Largo do Castelo. Poucos anos mais tarde o aforamento dos terrenos do castelo foram feitos com vista à instalação da Fábrica de Balões Venezianos: Saraiva & Irmão, Gouveia, edifício que ainda hoje domina a esplanada do Largo do Castelo.
O general João de Almeida na obra Roteiro dos Monumentos Militares Portugueses coloca aqui um castro Lusitano, baseado na óptima posição topográfica do local, dominando grande parte do vale do Mondego e da sua localização a meia encosta.
Actualmente, o Bairro do Castelo é a zona histórica da cidade, mantendo algumas das características urbanas medievais, assim como parte da judiaria medieval.